# 32633 Honguyang
32633 Honguyang è un asteroide della fascia principale. Scoperto nel 2001, presenta un'orbita caratterizzata da un semiasse maggiore pari a 3,1030724 au e da un'eccentricità di 0,1196131, inclinata di 2,10278° rispetto all'eclittica.